# Qualificazioni al campionato europeo maschile di calcio 2020 - Gruppo D

## Classifica
| Squadra    | Pt | G | V | P | S | GF | GS | DR  |
| ---------- | -- | - | - | - | - | -- | -- | --- |
| Svizzera   | 17 | 8 | 5 | 2 | 1 | 19 | 6  | +13 |
| Danimarca  | 16 | 8 | 4 | 4 | 0 | 23 | 6  | +17 |
| Irlanda    | 13 | 8 | 3 | 4 | 1 | 7  | 5  | +2  |
| Georgia    | 8  | 8 | 2 | 2 | 4 | 7  | 11 | -4  |
| Gibilterra | 0  | 8 | 0 | 0 | 8 | 3  | 31 | -28 |

## Risultati

### Prima giornata
| Arbitro: | Pawson |

|  |           |                       |
|  | Marcatori | 56’ Zuber 80’ Zakaria |

| Arbitro: | Papapetrou |

|  |           |              |
|  | Marcatori | 49’ Hendrick |

### Seconda giornata
| Arbitro: | Gözübüyük |

|               |           |  |
| Hourihane 36’ | Marcatori |  |

| Arbitro: | Skomina |

|                                  |           |                                           |
| Freuler 19’ Xhaka 66’ Embolo 76’ | Marcatori | 84’ Jørgensen 88’ Gytkjær 90+3’ Dalsgaard |

### Terza giornata
| Arbitro: | Munukka |

|                                                  |           |  |
| Gvilia 30’ Papunashvili 59’ Arveladze 76’ (rig.) | Marcatori |  |

| Arbitro: | Çakır |

|              |           |           |
| Højbjerg 76’ | Marcatori | 85’ Duffy |

### Quarta giornata
| Arbitro: | Schörgenhofer |

|                                                                   |           |                 |
| Dolberg 13’, 63’ Eriksen 30’ (rig.) Poulsen 73’ Braithwaite 90+3’ | Marcatori | 25’ Lobzhanidze |

| Arbitro: | Petrescu |

|                                  |           |  |
| Chipolina 29’ (aut.) Brady 90+3’ | Marcatori |  |

### Quinta giornata
| Arbitro: | Lardot |

|  |           |                                                                     |
|  | Marcatori | 6’ Skov 34’ (rig.), 50’ (rig.) Eriksen 69’ Delaney 73’, 78’ Gytkjær |

| Arbitro: | del Cerro Grande |

|                |           |           |
| McGoldrick 85’ | Marcatori | 74’ Schär |

### Sesta giornata
| Tbilisi 8 settembre 2019, ore 18:00 CEST | Georgia  | 0 – 0 referto | Danimarca | Stadio Boris Paichadze (21 456 spett.)\| Arbitro: \| Letexier \| |
| Arbitro:                                 | Letexier |               |           |                                                                  |

| Arbitro: | Orel |

|                                                        |           |  |
| Zakaria 37’ Mehmedi 43’ Rodríguez 45+4’ Gavranović 87’ | Marcatori |  |

### Settima giornata
| Tbilisi 12 ottobre 2019, ore 15:00 CEST | Georgia | 0 – 0 referto | Irlanda | Stadio Boris Paichadze (24 385 spett.)\| Arbitro: \| Guida \| |
| Arbitro:                                | Guida   |               |         |                                                               |

| Arbitro: | Kul'bakoŭ |

|             |           |  |
| Poulsen 84’ | Marcatori |  |

### Ottava giornata
| Arbitro: | Valeri |

|                            |           |                                              |
| Casciaro 66’ Chipolina 74’ | Marcatori | 10’ Kharaishvili 21’ K'ank'ava 84’ Kvilitaia |

| Arbitro: | Marciniak |

|                               |           |  |
| Seferović 16’ Fernandes 90+3’ | Marcatori |  |

### Nona giornata
| Arbitro: | Vad |

|                                                              |           |  |
| Skov 12’, 64’ Gytkjær 47’ Braithwaite 51’ Eriksen 85’, 90+3’ | Marcatori |  |

| Arbitro: | Makkelie |

|           |           |  |
| Itten 77’ | Marcatori |  |

### Decima giornata
| Arbitro: | Millot |

|            |           |                                                              |
| Styche 74’ | Marcatori | 10’, 84’ Itten 50’ Vargas 57’ Fassnacht 75’ Benito 86’ Xhaka |

| Arbitro: | Brych |

|             |           |                 |
| Doherty 85’ | Marcatori | 73’ Braithwaite |

## Classifica marcatori
5 reti
- Christian Eriksen (3 rigori)

4 reti
- Christian Gytkjær

3 reti
- Martin Braithwaite

- Robert Skov

- Cedric Itten

2 reti
- Kasper Dolberg
- Yussuf Poulsen

- Granit Xhaka

- Denis Zakaria

1 rete
- Henrik Dalsgaard
- Thomas Delaney
- Pierre-Emile Højbjerg
- Mathias Jørgensen
- Vato Arveladze (1 rigore)
- Valerian Gvilia
- Jaba K'ank'ava
- Giorgi Kharaishvili
- Giorgi Kvilitaia
- Saba Lobzhanidze
- Giorgi Papunashvili

- Lee Casciaro
- Roy Chipolina
- Reece Styche
- Robbie Brady
- Matt Doherty
- Shane Duffy
- Jeff Hendrick
- Conor Hourihane
- David McGoldrick
- Loris Benito
- Breel-Donald Embolo

- Christian Fassnacht
- Edimilson Fernandes
- Remo Freuler
- Mario Gavranović
- Admir Mehmedi
- Ricardo Rodríguez
- Fabian Schär
- Haris Seferović
- Ruben Vargas
- Steven Zuber

1 autogol
- Joseph Chipolina (pro Irlanda)